# West Springfield (Virginie)
Pour les articles homonymes, voir West Springfield.
West Springfield est une census-designated place située dans le comté de Fairfax, dans l’État de Virginie, aux États-Unis. Lors du recensement de 2020, elle comptait 23 369 habitants.